# Fasson (Kleidung)

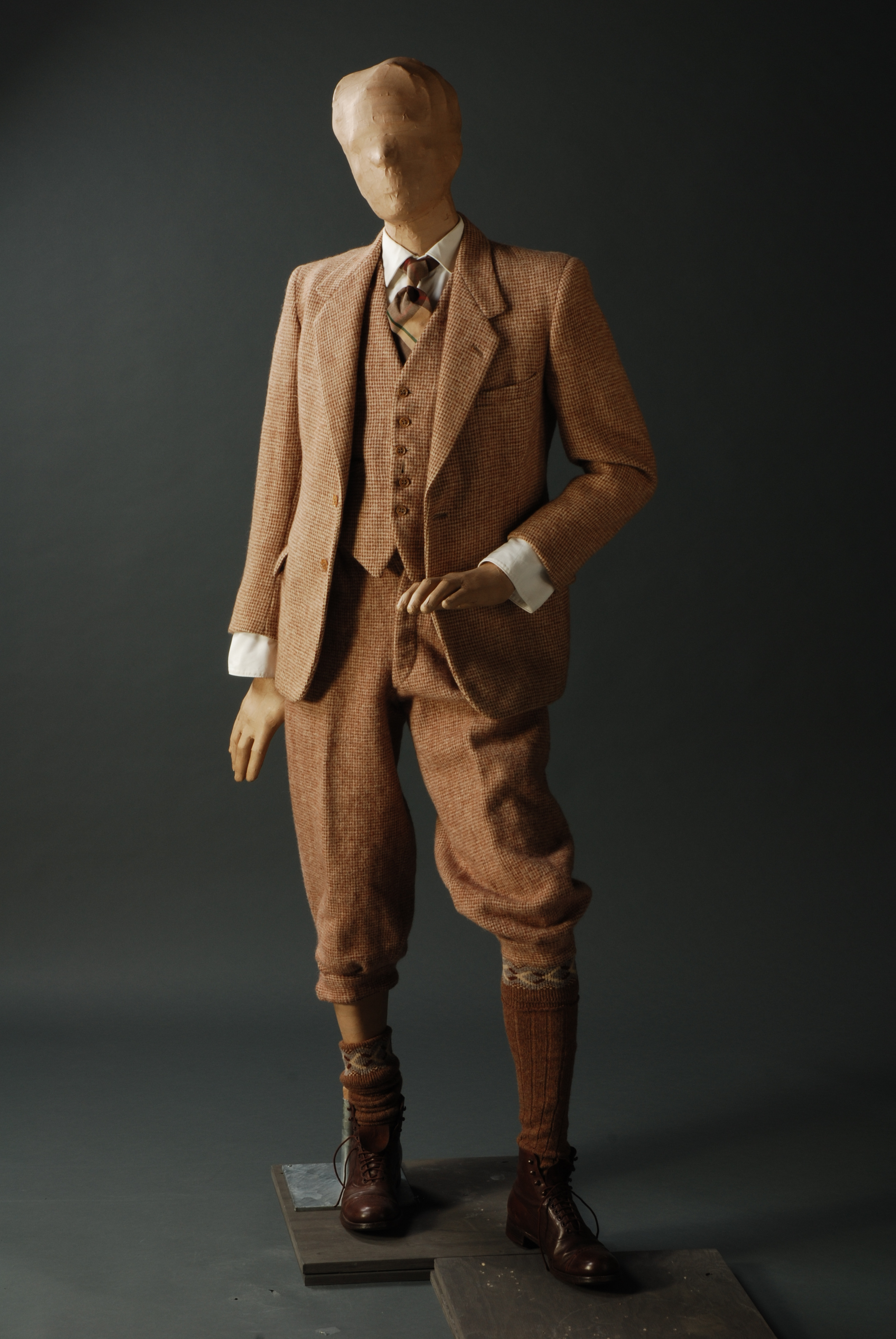
Hosenfasson: Knickerbocker

Die Fasson [faˈsɔ̃ː], Plural Fassons (süddeutsch, schweizerisch und österreichisch meist Fassonen) meint in der Schneiderei die Form beziehungsweise den Schnitt eines Kleidungsstücks.
- In der sächlichen Form, „das“ Fasson, ist es ein bestimmendes Modeelement des Vorderteils eines Herrenanzugs oder -mantels, das aus Kragen und Revers gebildet wird, siehe dazu Fasson (Herrenkleidung).

Die Erstellung der Form beziehungsweise Modells eines Kleidungsschnitts erfolgt in der Regel über ein Schnittmuster.
Ein fassongeschnittener Ärmel ist beispielsweise ein ausgeformter Ärmel, eingesetzt oder als Raglanärmel gestaltet, im Gegensatz zum angeschnittenen, weit fallenden Kimonoärmel. 
Im 19. Jahrhundert und wohl noch später war bei Textilien dank niedriger Löhne und hoher Stoffpreise eine Umänderung durchaus noch üblich: „Häufig wurden die im Trageprozeß stark beanspruchten Nähte der engen hohen Taillen – mit Ausnahme der stark gekrümmten Ärmeleinsatznähte – maschinell und die weniger strapazierten Rocknähte mit der Hand gefertigt. Von ungelernten, schlecht bezahlten Näherinnen in Heimarbeit ausgeführt, war die Handnäherei vergleichsweise billiger und die relativ lockeren Nähte ließen sich einfacher auftrennen, um die Stoffbahnen zu reinigen, anderweitig zu verarbeiten oder die Fasson des Rockes entsprechend dem Modewandel zu verändern.“
Insbesondere in der Kürschnerei, die mit Pelz ein sehr hochwertiges und eventuell auch langlebiges Material verarbeitet, kennt man in Österreich auch um 1950 noch den Begriff der „Neufassonierung“ für die Umgestaltung beziehungsweise Umarbeitung eines getragenen Kundenpelzes, wenn es nicht mehr der herrschenden Mode oder dem Geschmack des Trägers entspricht oder an einen Besitzer mit anderer Statur übergegangen ist. Es gibt Kürschnerbetriebe, die sich neben anderen Serviceleistungen hauptsächlich mit diesem Geschäftszweig beschäftigen.